# Onorificenze iraniane
Elenco delle onorificenze e degli ordini di merito e cavallereschi distribuiti dall'Impero persiano e dall'attuale Iran.
Con la caduta del regime monarchico la concessione di medaglie ed onorificenze appartenenti al periodo regio è cessata.

## Impero persiano

### Ordini cavallereschi
| Nastro | Onorificenza                                                    |
| ------ | --------------------------------------------------------------- |
|        | Ordine di Aqdas o Neshan-e Aqdas                                |
|        | Ordine del Leone e del Sole poi ridenominato Ordine di Homayoun |
|        | Ordine di Zulfikar                                              |
|        | Ordine della Corona                                             |
|        | Ordine dei Pahlavi                                              |
|        | Ordine al merito militare                                       |
|        | Ordine della gloria                                             |
|        | Ordine di Aftab                                                 |
|        | Ordine del Leone rosso e del Sole                               |
|        | Ordine delle Pleiadi                                            |

### Medaglie militari e di benemerenza
| Nastro | Onorificenza               |
| ------ | -------------------------- |
|        | Medaglia dell'Azarabadegan |

### Medaglie commemorative
| Nastro | Onorificenza                                              |
| ------ | --------------------------------------------------------- |
|        | Medaglia dell'incoronazione di Mohammad Reza Pahlavi      |
|        | Medaglia commemorativa del colpo di stato del 1953        |
|        | Medaglia commemorativa della fondazione di Persepoli      |
|        | Medaglia commemorativa dei 2500 anni dell'Impero Persiano |